# William Dietrich
William Dietrich (Tacoma, 29 de Setembro de 1951) é um escritor norte-americano, autor de vários bestsellers. Dietrich ganhou o Prémio Pulitzer na categoria Reportagem nacional, em 1990, juntamente com mais três jornalistas do The Seattle Times (onde trabalhou entre 1982 e 2008), numa reportagem sobre o derramamento de petróleo do navio Exxon Valdez, em Prince William Sound, no Alasca, em 1989. Actualmente (2011), é professor de jornalismo ambiental na Universidade de Western Washington, .
O seu primeiro livro, The Final Forest (1992), recebeu os prémios da Pacific Northwest Booksellers Association e do Washington Governor Writer.

## Obras

### Romances
- Ice Reich (1998)
- Getting Back (2000)
- Dark Winter (2001)
- Hadrian's Wall (2004)
- The Scourge of God (2005)
- Blood of the Reich (2011)
- The Murder of Adam and Eve (2014)

### Aventuras de Ethan Gage
- Napoleon's Pyramids (2007) As Pirâmides de Napoleão (Unicórnio Azul, 2007)
- The Rosetta Key (2008) A Chave de Roseta (Mercuryo, 2008)
- The Dakota Cipher (2009)
- The Barbary Pirates (2010)
- The Emerald Storm (2012)
- The Barbed Crown (2013)
- The Three Emperors (2014)
- The Trojan Icon (2016)

### Outros
- The Final Forest (jornalismo, 1992)
- Northwest Passage: The Great Columbia River (história, 1995)
- Natural Grace (ensaio, 2003)
- On Puget Sound (livro de fotografias com Art Wolfe, 2007)